# جیمز آیووری
جیمز فرنسیس آیووری (انگلیسی: James Ivory؛ زاده ۷ ژوئن ۱۹۲۸) کارگردان آمریکایی است.او چهار بار نامزد جایزه اسکار شده و برای فیلمنامه نویسی فیلم مرا به نام خودت صدا بزن برنده جایزه اسکار بهترین فیلم‌نامه اقتباسی شد.

## فیلم‌شناسی
- خانه‌دار (۱۹۶۳)
- گورو (۱۹۶۹)
- مهمانی وحشی (۱۹۷۵)
- روزلند (۱۹۷۷)
- کوارتت (۱۹۸۱)
- بوستونی‌ها (۱۹۸۴)
- اتاقی با یک چشم‌انداز (۱۹۸۵)
- بردگان نیویورک (۱۹۸۹)
- آقا و خانم بریج (۱۹۹۰)
- هواردز اند (۱۹۹۲)
- بازمانده روز (۱۹۹۳)
- لومیر و شرکا (۱۹۹۵)
- طلاق (۲۰۰۳)
- کنتس سفید (۲۰۰۵)

## جوایز
- نامزد بفتای بهترین کارگردانی برای فیلم هواردز اند در سال ۱۹۹۲
- نامزد بفتای بهترین کارگردانی برای بازمانده روز در سال ۱۹۹۳